# 조지 4세
조지 4세(영어: George Augustus Frederick, 1762년 8월 12일 ~ 1830년 6월 26일)는 영국의 국왕이자 하노버 왕국의 국왕이었다. 1811년부터 즉위하기 전까지 조지 4세는 아버지가 말년에 정신 질환을 앓을 동안 섭정왕자를 맡았다. 조지 3세와 샬럿 왕비의 맏이이다. 웨일스 공 프레더릭의 첫 손주이자 장손으로 윌리엄 4세의 형이고 빅토리아 여왕의 큰아버지이다.
조지 4세는 영국 국왕 조지 3세와 샬럿 왕비의 맏이이자 장남으로 태어났다. 조지 4세는 섭정시대 유행에 일조한 사치스러운 생활을 하였다. 조지 4세는 새로운 여가 방식, 스타일, 취향을 후원하기도 했다. 조지 4세는 존 나쉬에게 브라이튼의 로열 파빌리언 건축과 버킹엄 궁전 개보수를, 제프리 와이엇빌 경에게는 윈저성의 개보수를 의뢰하였다. 조지 4세의 매력과 교양은 그로 하여금 "잉글랜드의 첫번째 신사"라는 칭호를 얻게끔 했으나, 그의 방종한 생활 방식, 부모와 아내 브라운슈바이크의 캐롤라인과의 불순한 관계는 사람들의 경멸을 샀으며, 왕실의 품격을 떨어뜨렸다.

## 생애
조지는 1762년 8월 12일 조지 3세와 조피 샤를로테 추 메클렌부르크슈트렐리츠 공녀의 맏이로 태어났다. 웨일스 공 시절의 소행이 매우 나빴으며, 머리가 좋고 재치 있는 성격이었지만 당대 기준으로도 너무 심하게 방탕한 행실이 문제였다. 18세부터 이미 술과 여자를 좋아했고 낭비벽이 심해서 경마 등에 가명으로 나가 돈을 탕진하여 왕실 비용의 절반 수준까지 빚을 졌고, 거기에다 권력에 대한 욕심이 강하여 아버지와 마찬가지로 정치에 적극 개입하고 싶어 했다. 이러다 보니 아버지가 자주 질책했고 아버지와의 관계가 좋지 않았다. 왕실 비용의 반에 해당하는 상당한 금액의 빚을 지게 되어 부왕과의 사이가 좋지 않았다. 1788년 토마스라는 가명의 왕족으로서 처음으로 제9회 Derby Stakes에서 우승하거나, 1791년에 가짜 승부 사건을 일으키거나 했다.
1810년 조지 3세가 포르피린증의 재발로 정신분열증을 일으키자 1811년 2월 5일부터 1820년 1월 29일까지 웨일스 공으로서 섭정왕자를 맡았다. 이 시기의 큰 사건으로는 1815년 나폴레옹 전쟁에서의 승리가 있었다. 조지 4세는 강경한 군주로 알려져 자주 정치문제에 개입했다(특히 로마 가톨릭 해방에 관한 문제 등). 당초엔 총리 스펜서 퍼시벌과의 대립을 반복했지만, 퍼시벌이 암살되자 그의 치세 대부분은 제2대 리버풀 백작 로버트 젱킨슨이 총리로서 국정을 돌보았다.